# Zespół połowiczy
Zespół połowiczy (zespół torebkowy) – znamionuje się wystąpieniem niedowładu połowiczego piramidowego z ośrodkowym zajęciem n. twarzowego i podjęzykowego. Mogą współistnieć połowicze zaburzenia czucia. 
Przy chodzeniu ujawnia się charakterystyczna sylwetka Wernickego-Manna (zgięcie w stawie łokciowym i przywiedzenie kończyny górnej oraz nadmierne wyprostowanie kończyny dolnej, którą pacjent ,,kosi" przy chodzeniu). Zespół ten świadczy o lokalizacji sprawy chorobowej w półkuli mózgu (przeciwległej do objawów), zwłaszcza w okolicy torebki wewnętrznej. Najczęstszą przyczynę stanowią udary mózgowe, guzy mózgu, kiła.